# 達令港

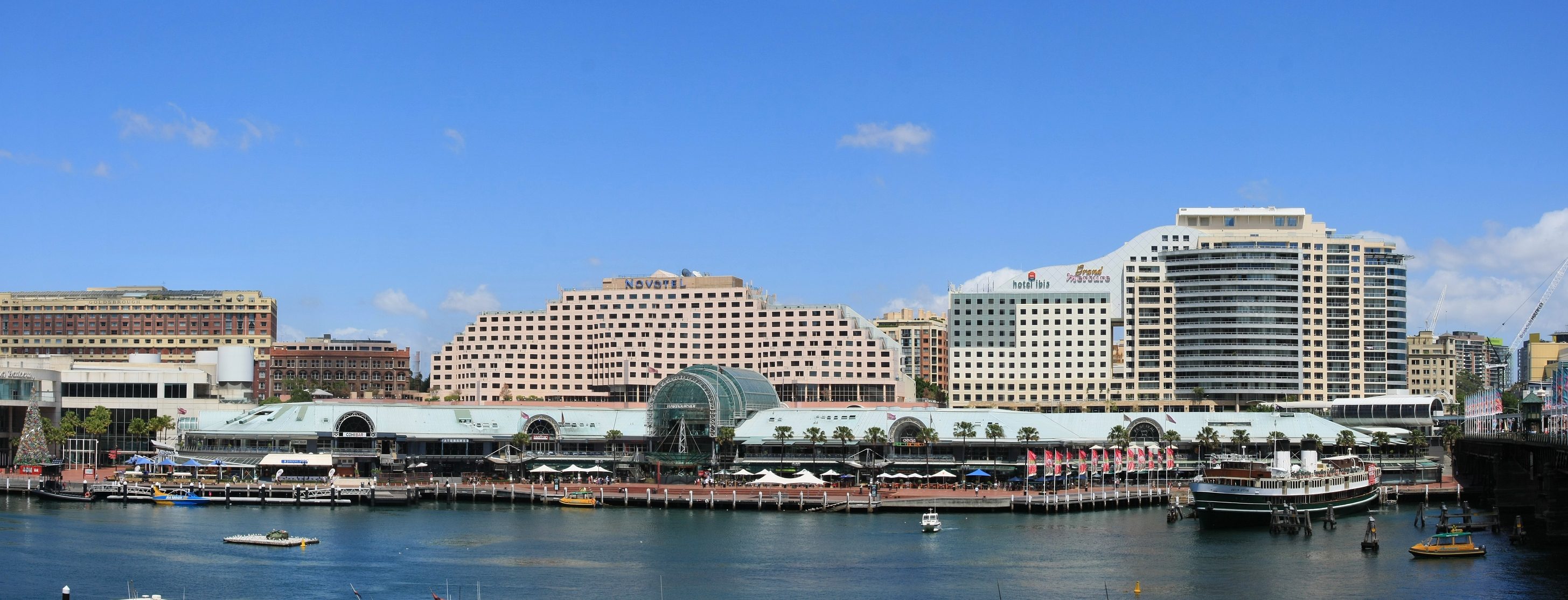
派蒙大橋上眺望達令港

達令港位於澳洲新南威爾斯州悉尼，為悉尼商業中心區西部城區的大型休閒與行人專用區。該區從悉尼唐人街北起，沿着海扇灣（Cockle Bay）兩岸，東臨京街碼頭，西至卑滿城區。海扇灣是達令港的水路之一，北接傑克遜港。達令港和周遭地區由悉尼市地方政府區域獨立管轄，悉尼海岸管理局（Sydney Harbour Foreshore Authority）為新南威爾斯州政府的法定主管部門。达令港之另一译名为情人港，虽然不为政府采用，但是可见于当地一些商业建筑之路标中。
達令港是悉尼知名的旅游景点，澳洲风情浓鬱，吸引着世界各地的游客。悉尼水族馆、澳大利亞國家海事博物館、電力博物馆、索普水上运动中心等，为達令港增添魅力。2000年悉尼奥运会座落於此。區內也建造了有中国古典园林風格的谊园。

## 歷史

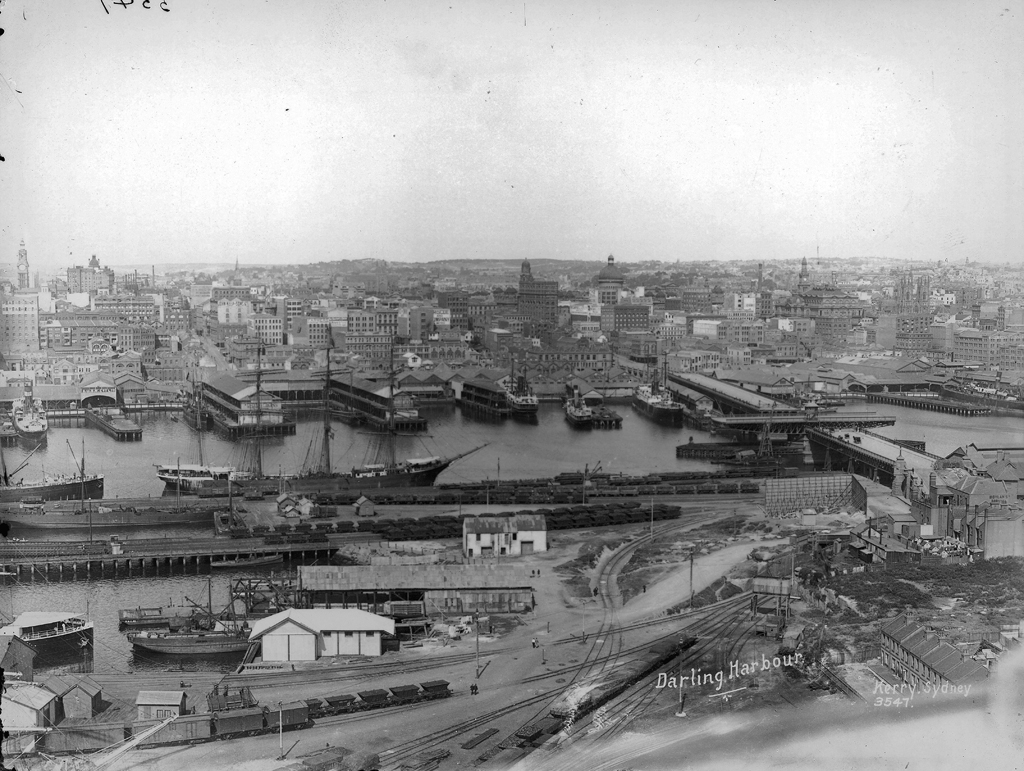
1900年的情人港

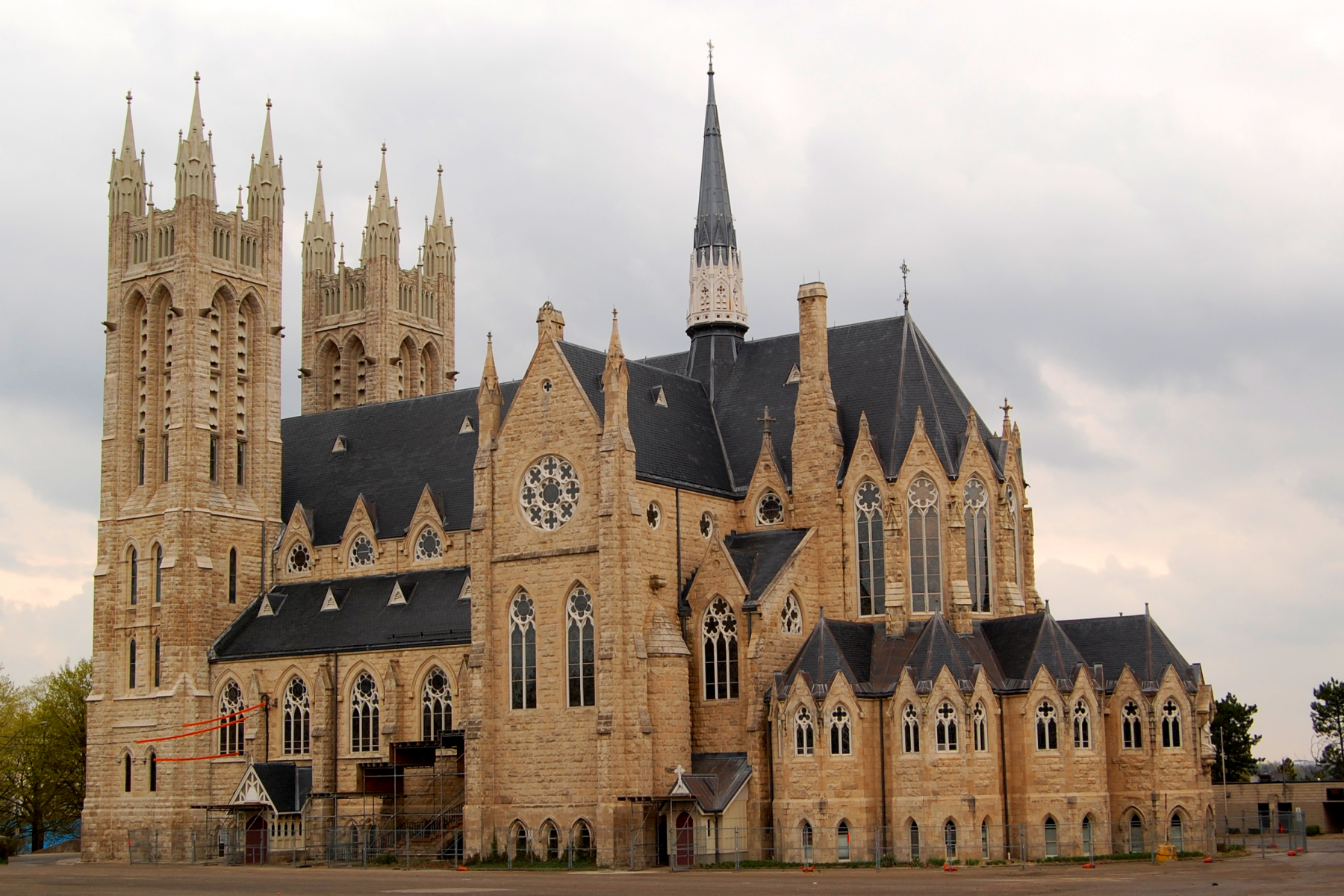
生母亲天堂教堂

達令港以第七任新南威爾斯州總督（1825-1831年）、芮福·達令中將命名。該港原為悉尼商業港口的一部分（包括海港鐵路貨場）。大蕭條時期，達令港東邊的巴蘭加魯（Barangaroo） 成了「飢餓之地」（The Hungry Mile），港濱工人沿着碼頭找工作。
用地大多發展為新南威爾斯州鐵路的中央調車場和貨物中轉站。專員加文·麥克唐納帶領有關新南威爾斯洲運輸業（包括鐵路與公路競爭）的調查委員會（1978-1980年），指出中轉站沒有效率，建議另覓地方，並改作公共用途。這項建議於1980年代中後期以前施行，由於用地廢置，當時的新南威爾斯州公共事業部長的勞裡·布雷爾頓倡議重建為行人及旅遊專用區。達令港的悉尼會議展覽中心是2000年悉尼奧運會的會場之一，也是2007年澳洲亞太經合組織會議（APEC Australia 2007）的主會館。

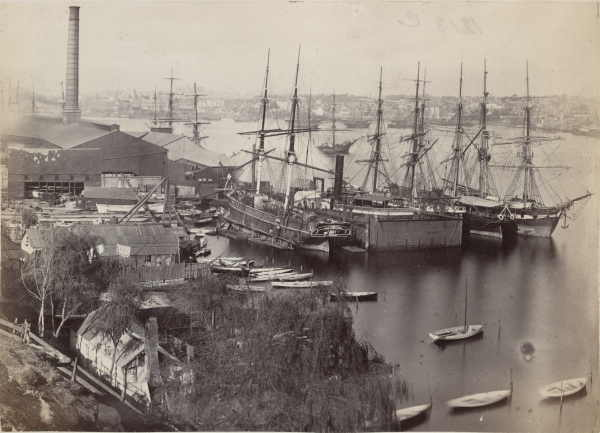
1877年的達令港
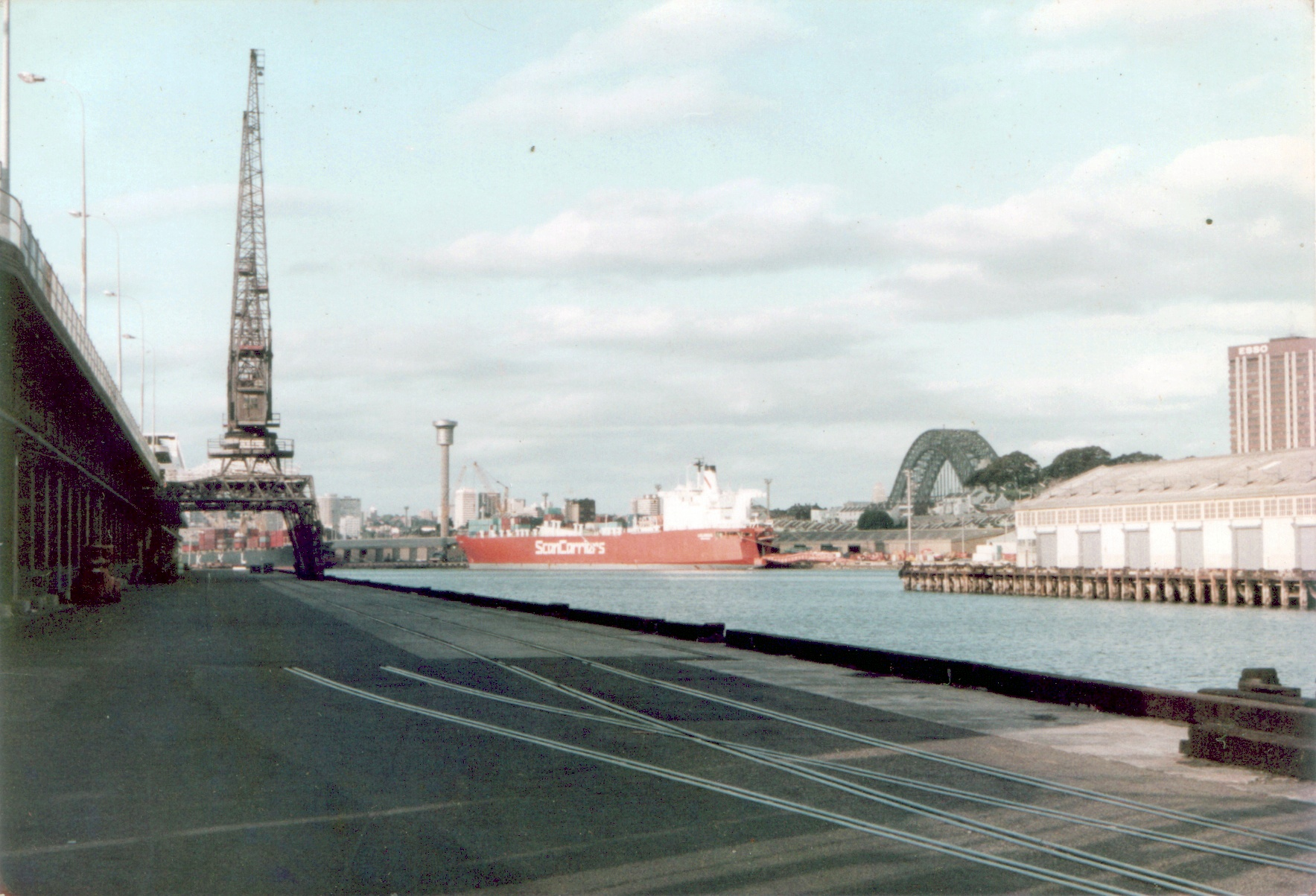
1980年代早期達令港處理港口作業
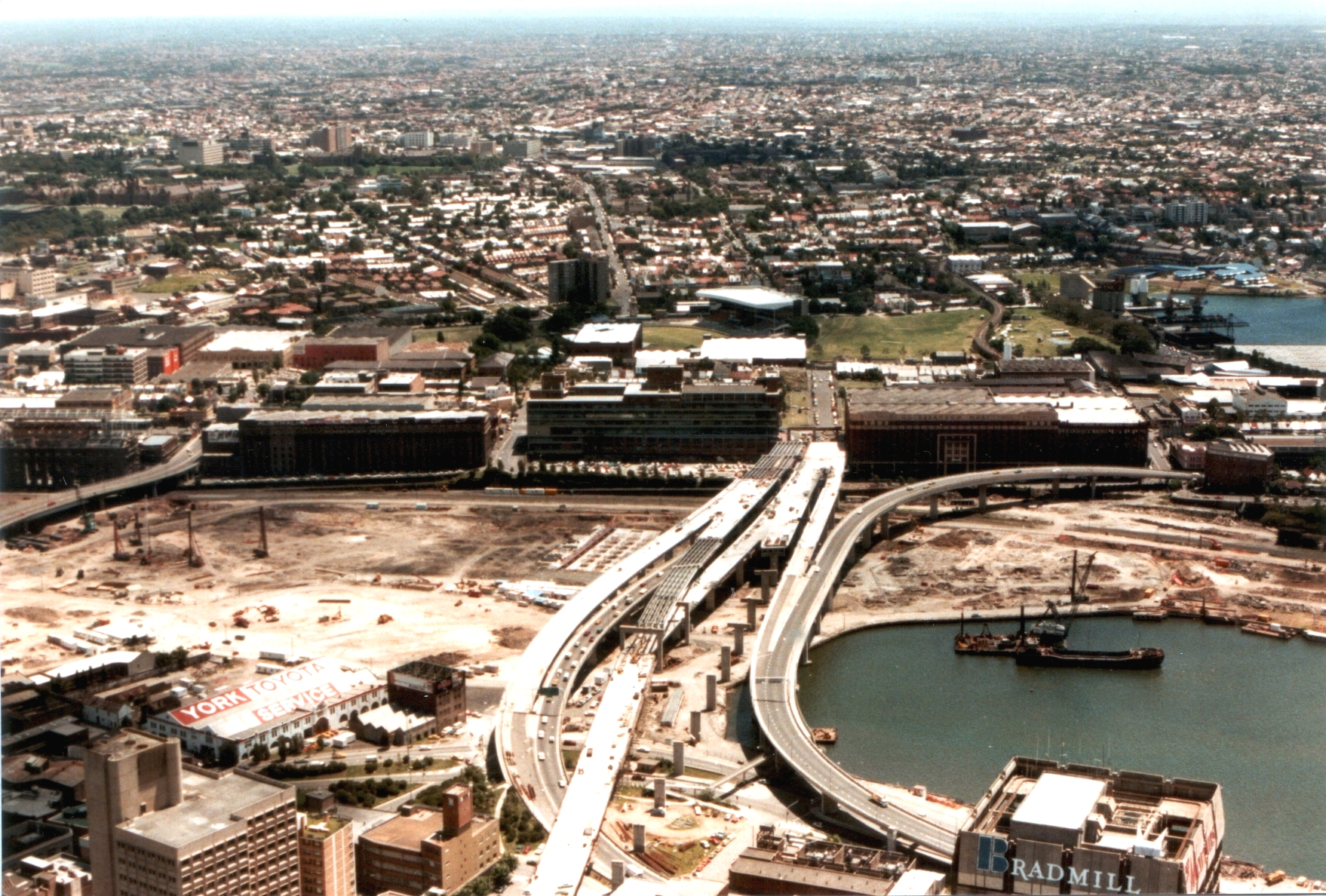
1980年代初興建中的達令港和西部幹道

## 著名景點
達令港地區有不少重要公共設施和景點：
- 港濱購物中心

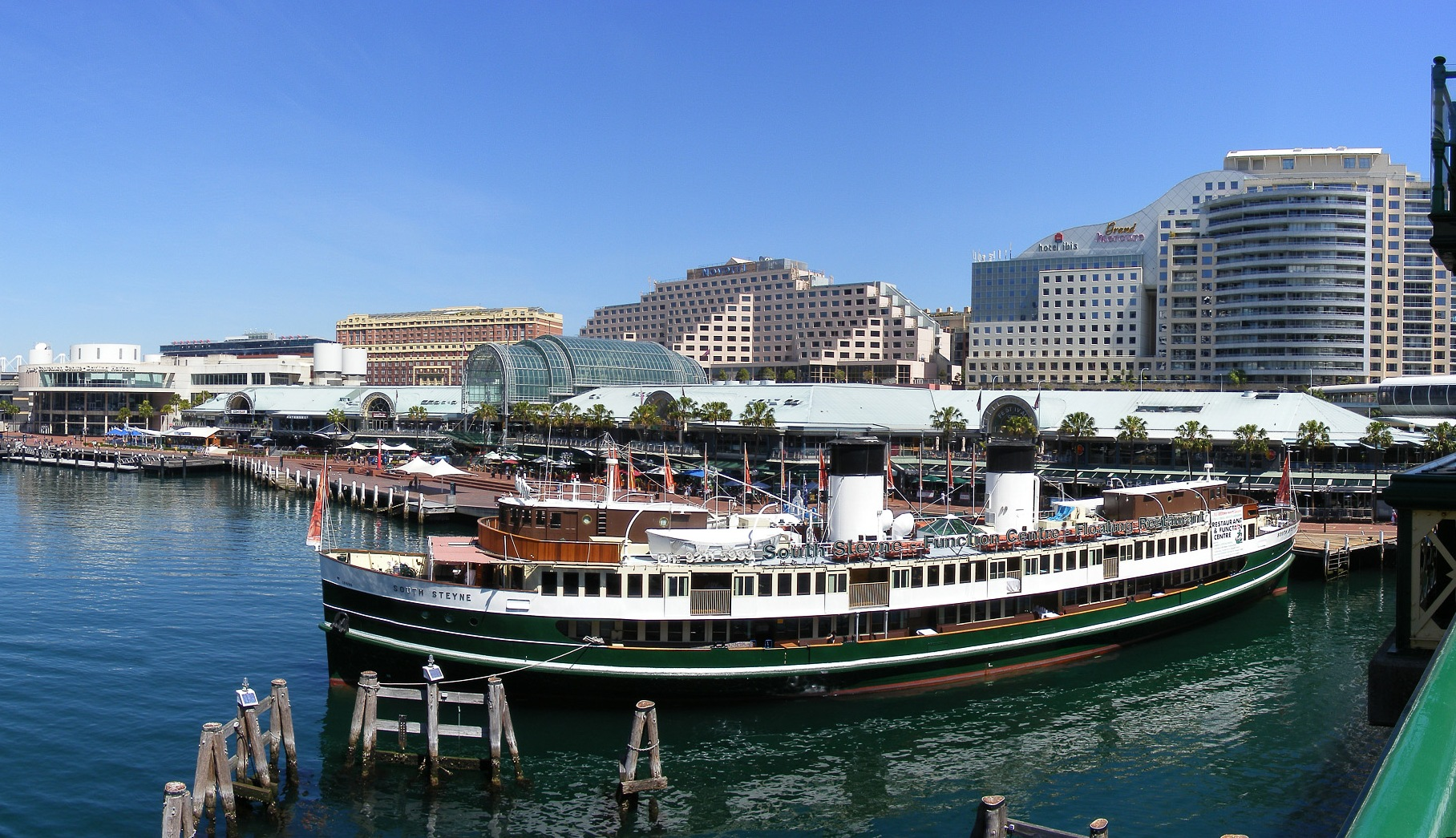
澳洲國家海事博物館外的South Steyne渡輪

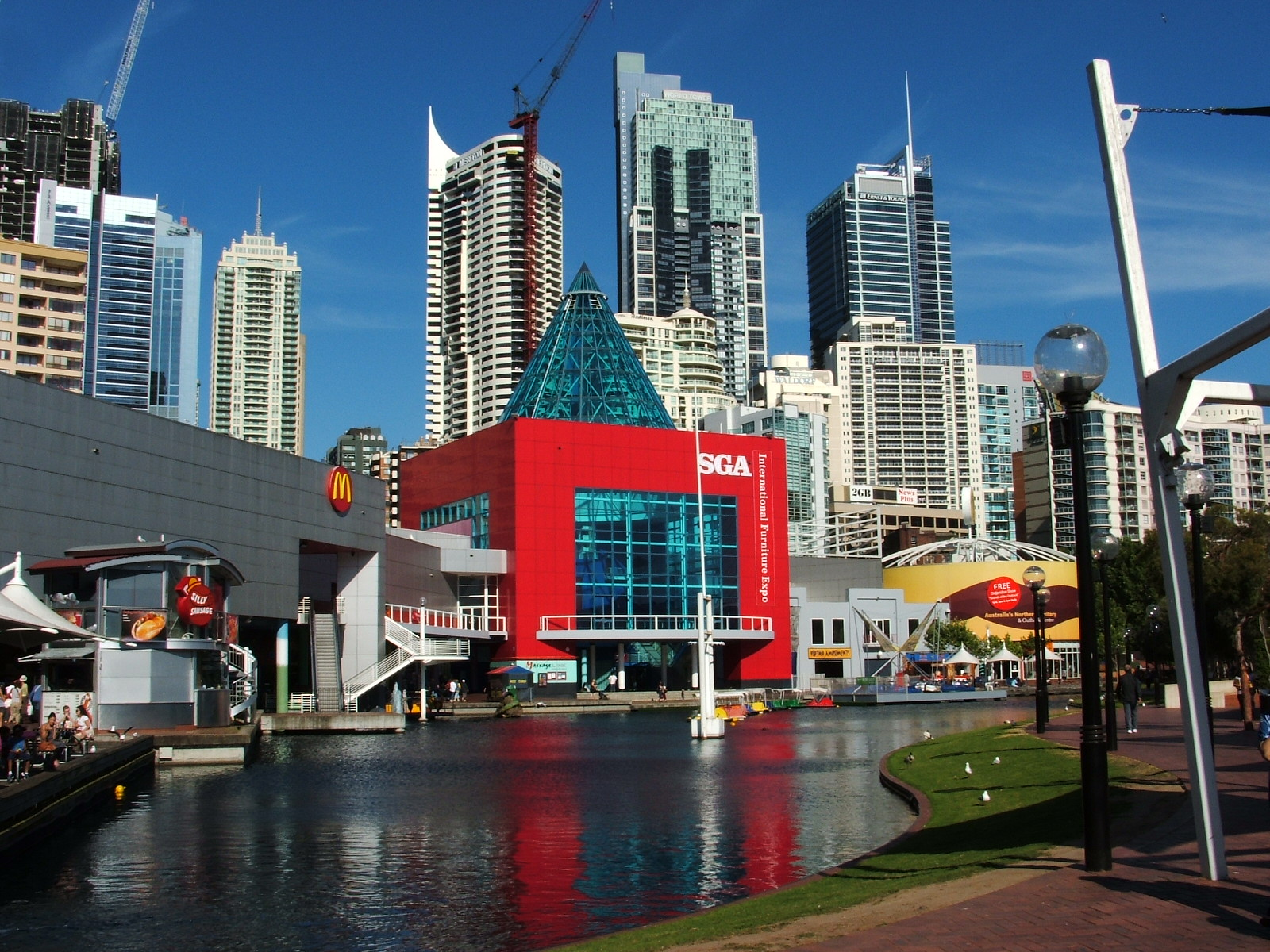
已關閉的悉尼世嘉世界位於達令港前

- 悉尼娛樂中心（Sydney Entertainment Centre）
- 派迪市場（Paddy's Markets）
- 谊园（Chinese Garden of Friendship）
- 通巴隆公園（Tumbalong Park）
- 悉尼會議展覽中心
- 澳大利亞國家海事博物館（Australian National Maritime Museum；展覽了澳洲皇家海軍艦艇吸血鬼號驅逐艦）
- 星港城賭場（Star City Casino）[5]
- 電力博物館（Powerhouse Museum）
- 悉尼水族館
- LG IMAX電影院（擁有世界上最大的螢幕[6]）
- 悉尼野生動物世界（Sydney Wildlife World）
- 原住民中心
- 悉尼世嘉世界（Sega World Sydney；2000年關閉）

## 交通
曾經的悉尼單軌電車（Sydney Monorail）於達令港地區設有多個車站，通往悉尼商業中心區，但如今所有線路都已全部拆除，只留下一个車站。毗鄰悉尼水族館的渡輪碼頭提供內港渡輪服務，經營到環形碼頭和其他城區的航線。

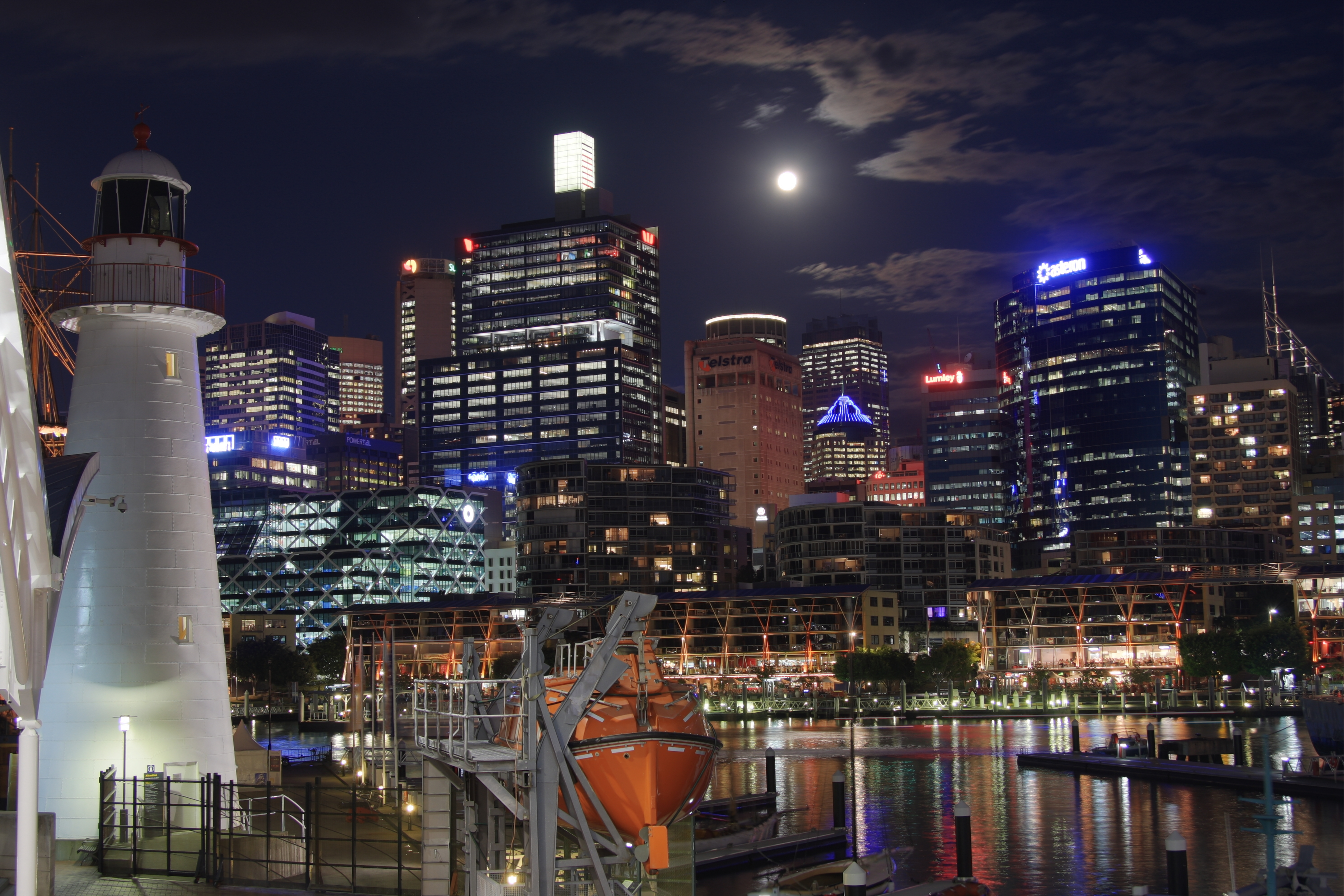
在晚上

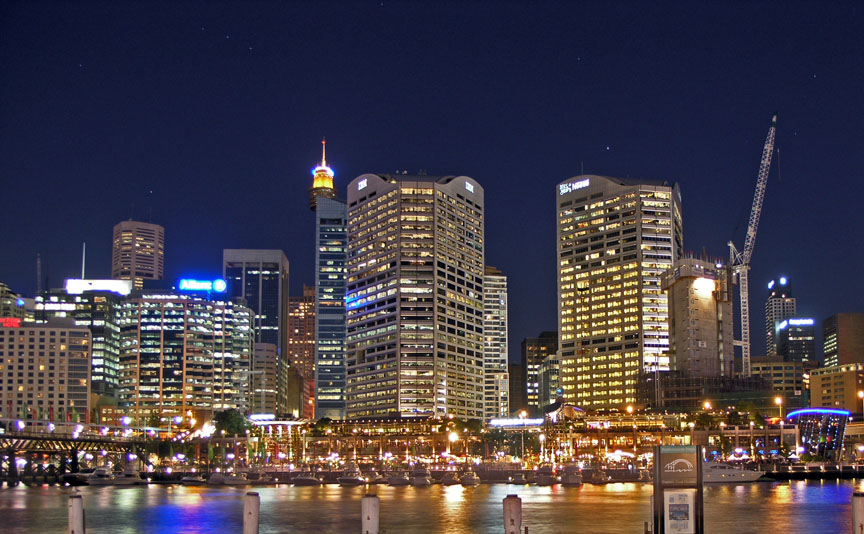
達令港上的悉尼夜景

## 重建
東達令港是大型市區重建的一部分。該改造工程佔用18公頃土地，逾五成將建為綠化地帶，其餘為住宅、零售和商業用途（預計吸納16,000名辦公室人員）。新南烕爾斯州政府公佈了「地球街」（Globe Street）計劃，該街道將設計為澳洲和亞太公司貿易的中心（參照美國紐約的華爾街地區）。市區重建最遲於2020年竣工。東達令港將易名為「巴蘭加魯」（Barangaroo）。
悉尼海務局（Sydney Harbour Foreshore Authority）曾座落於於東達令港地區。該地區現設有海外客運碼頭（8號碼頭），主要由P&O澳洲的太平洋黎明號（Pacific Dawn）輪船，以及公主遊輪（Princess Cruises）營運的太陽公主號（MS Sun Princess）使用。太平洋太陽號（Pacific Sun）曾以此為母港，現駐於布里斯本。
東港人港曾用作多項盛事的臨時場地（如2008年世界青年日，包括開幕彌撒）。

## 大眾文化
MTV頻道的著名真人秀──《真實世界：悉尼》（The Real World: Sydney）於2007年底播映，該季的住所設於達令港。房子的邊緣展示了一個「達令港」的大招牌，後面是悉尼的高層建築世界塔（World Tower）。
電影《金剛戰士》於悉尼拍攝，達令港有不少場景。Seven's Saturday早晨電視音樂節目《Eclipse Music TV》每過於區內的港濱購物中心拍攝。

## 達令港景色

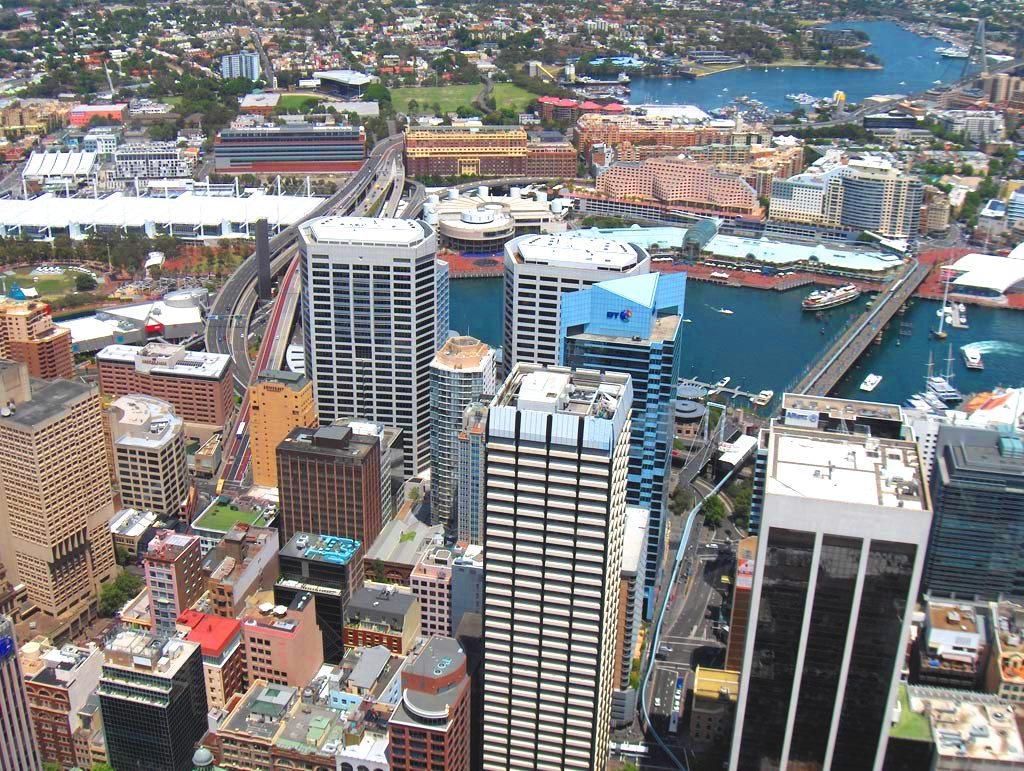
悉尼塔上眺望達令港
達令港和派蒙大橋
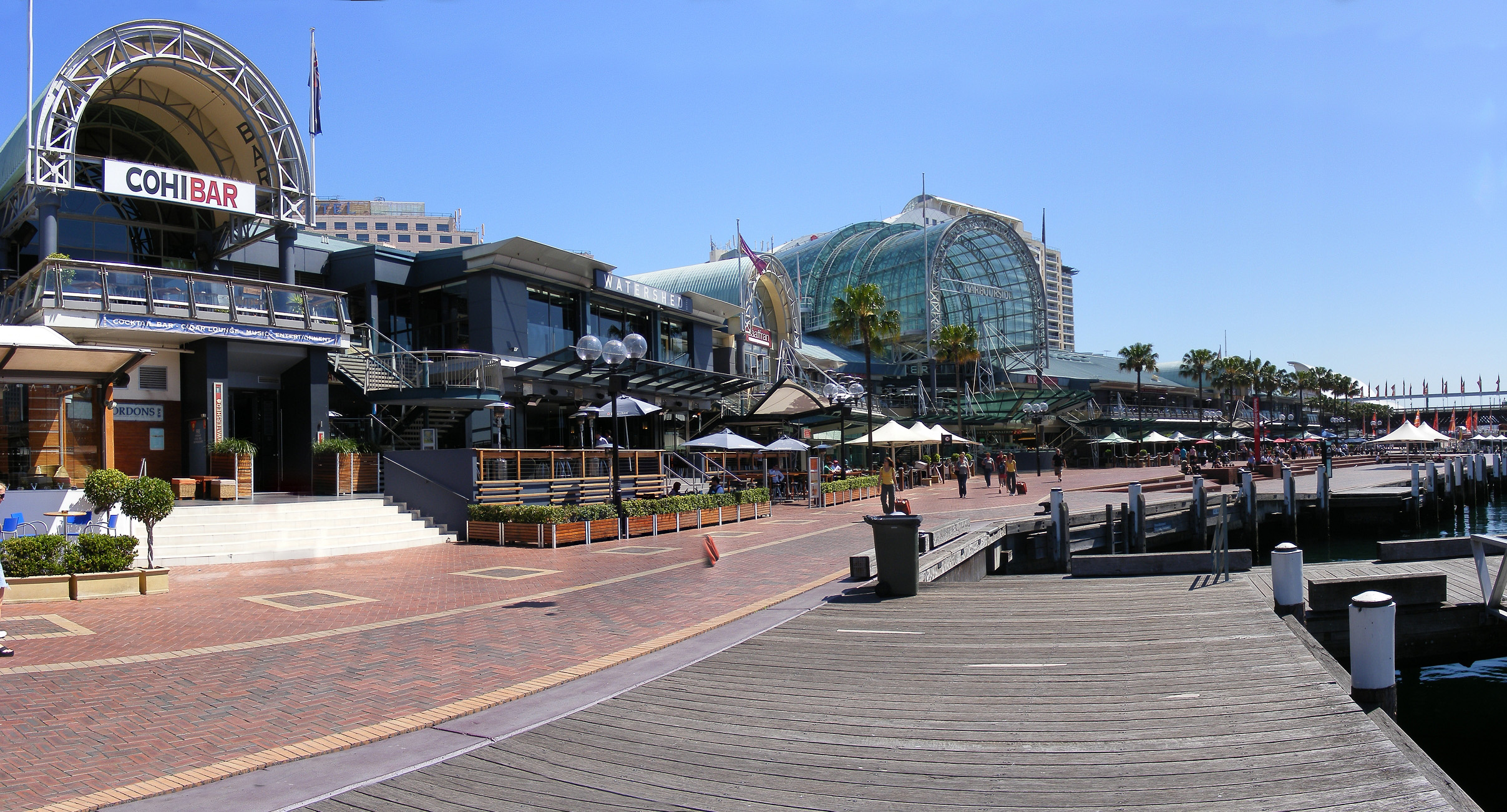
達令港的港濱購物中心
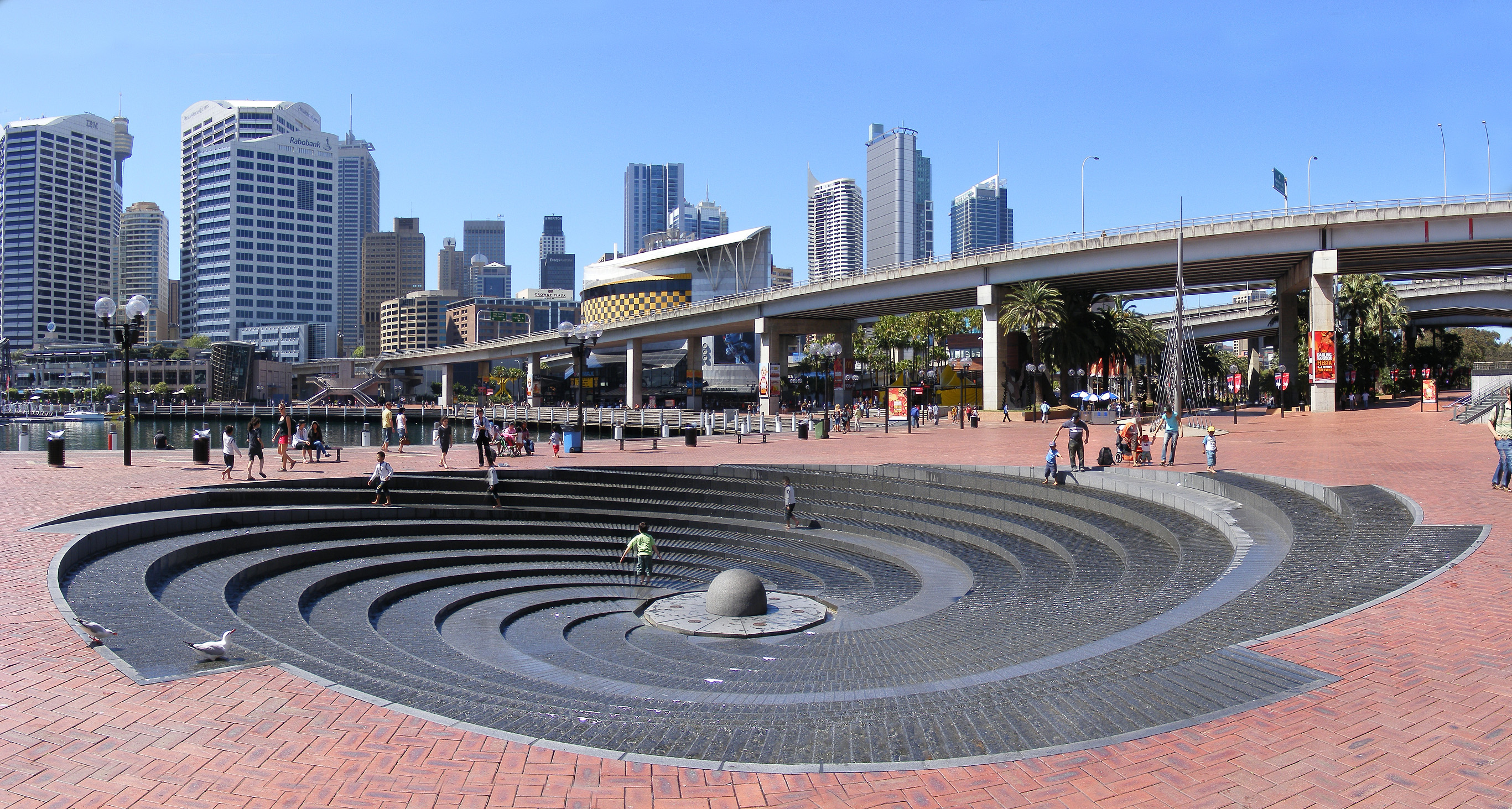
達令港的螺旋噴泉
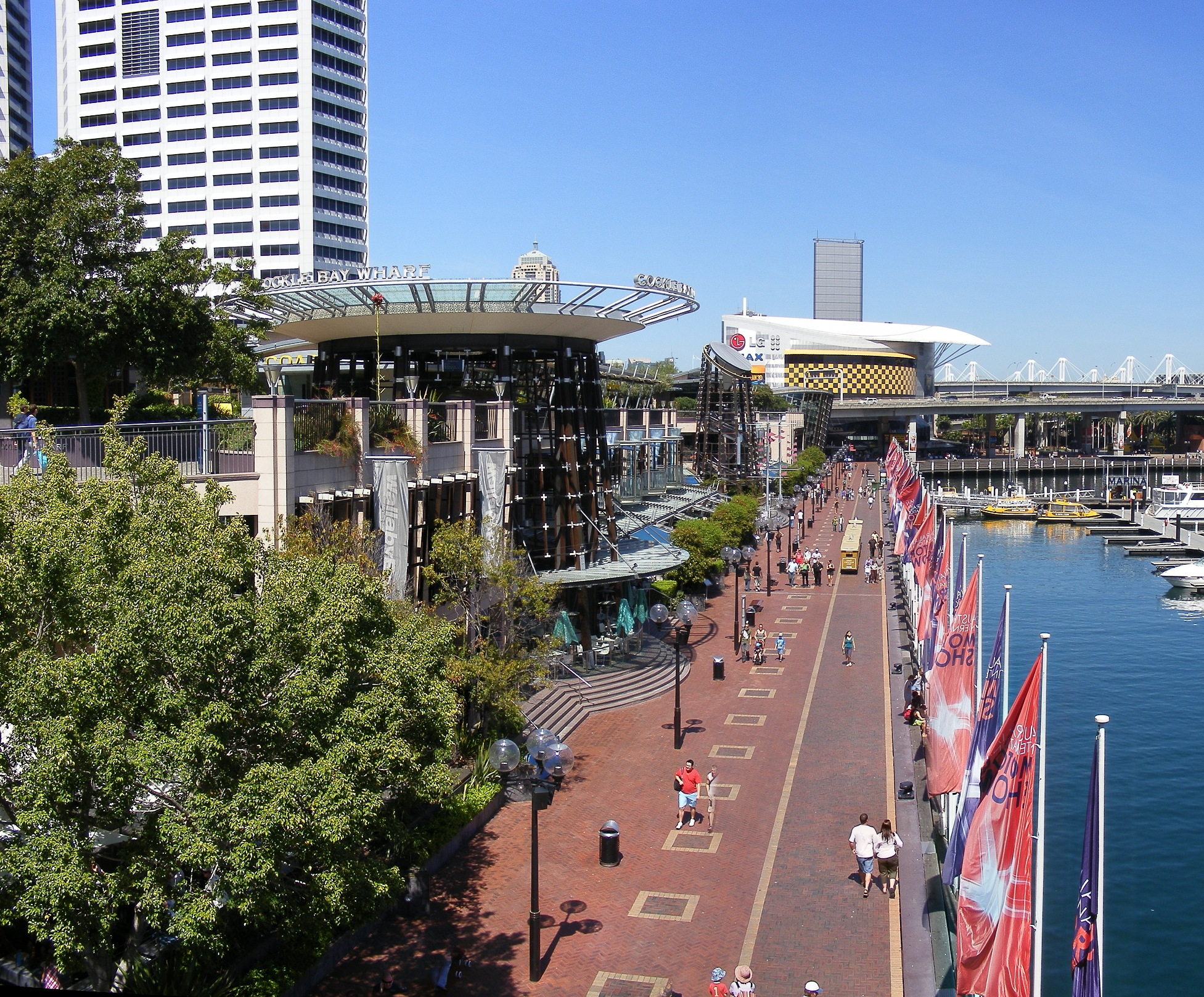
海扇灣
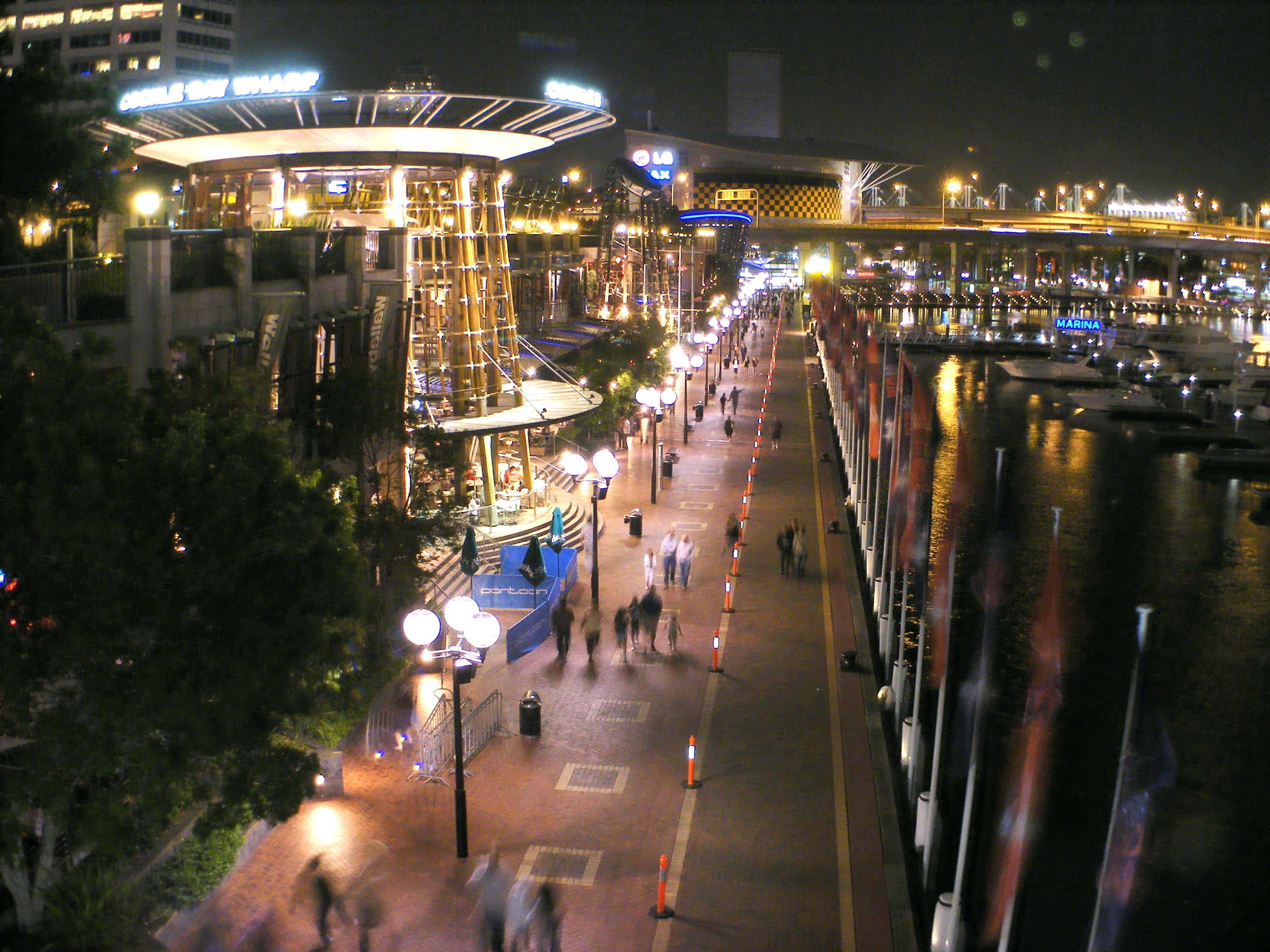
海扇灣夜景
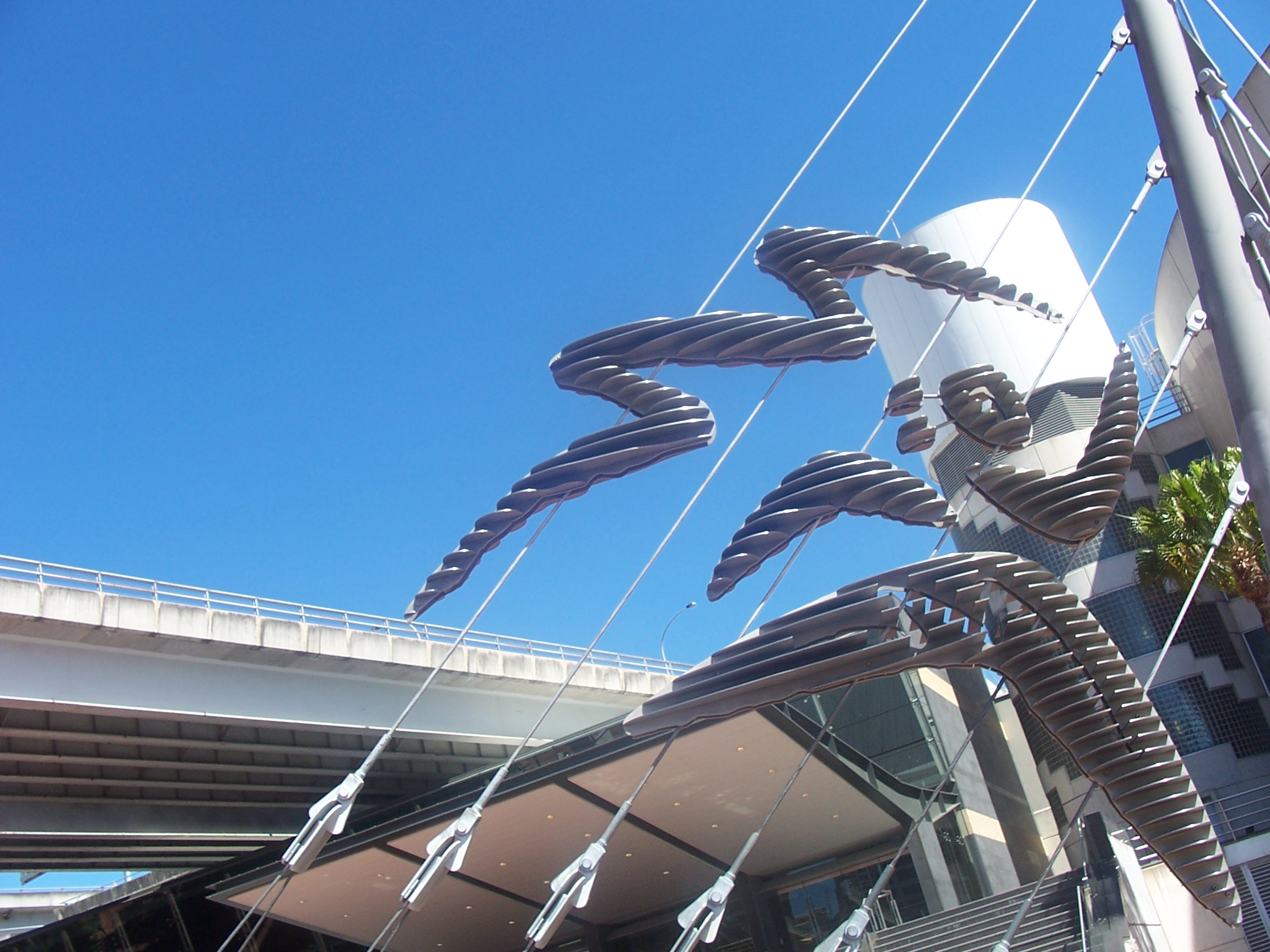
達令港上的2000年悉尼悉運會場
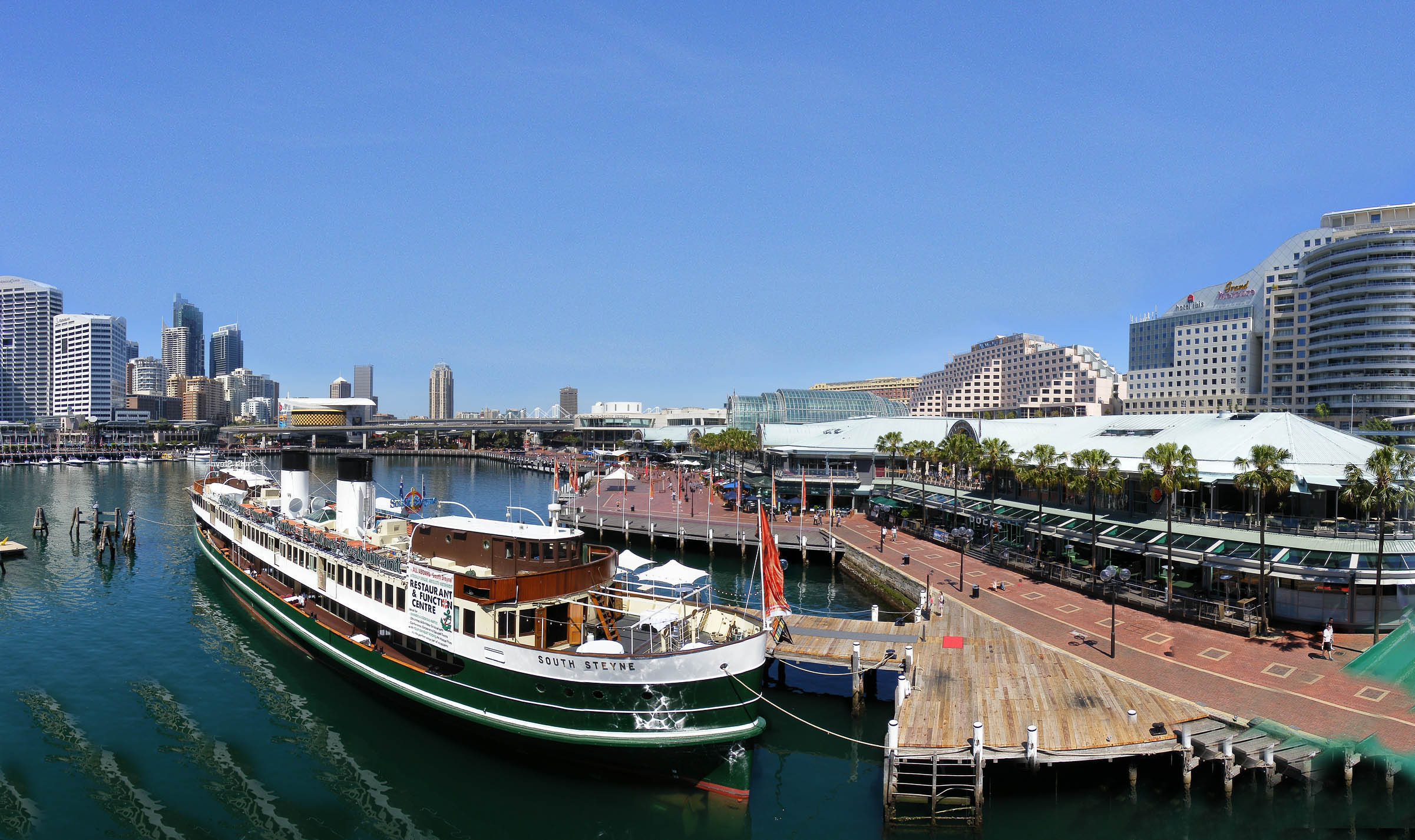
派蒙大橋上眺望
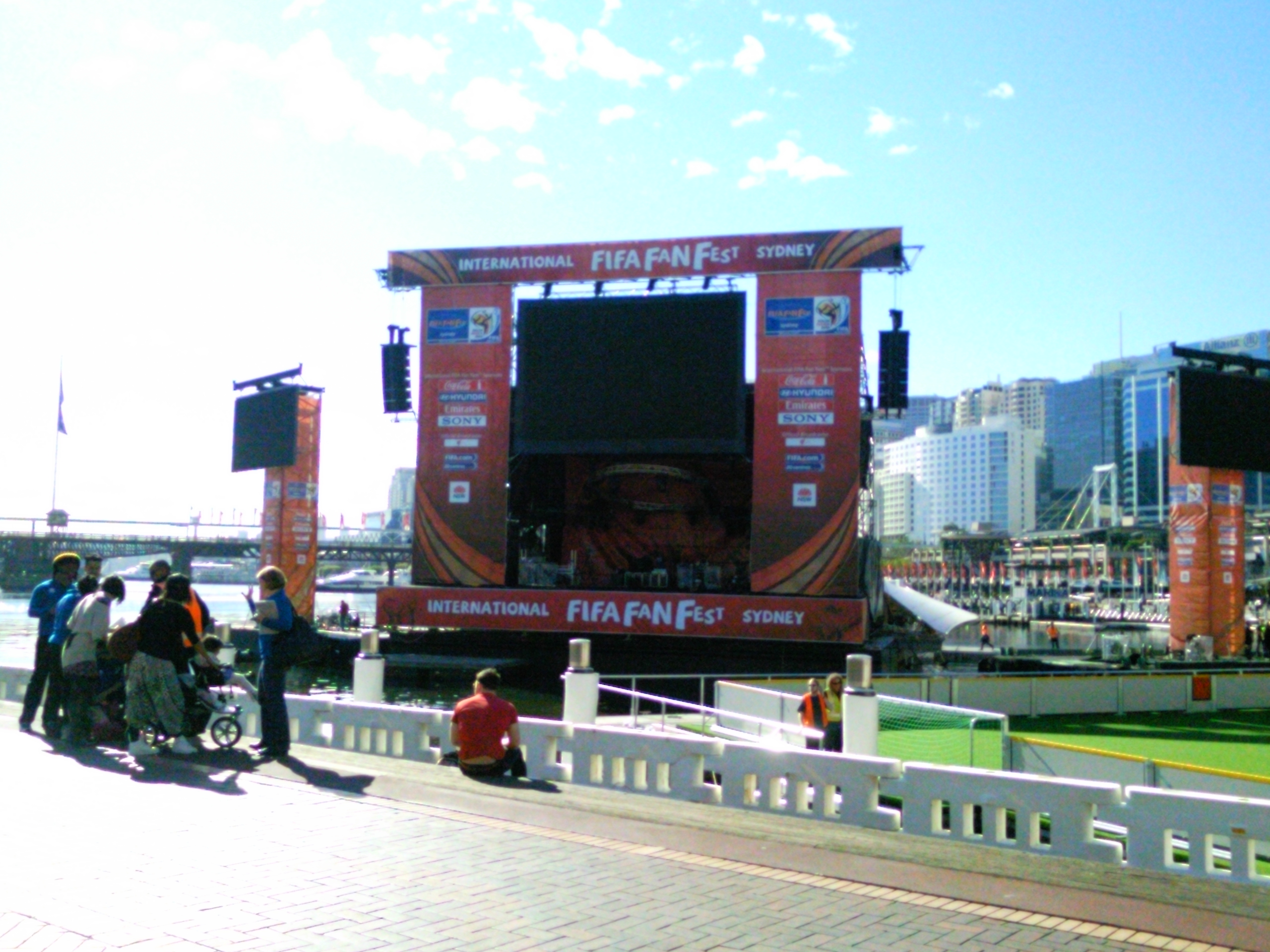
2010年國際足協國際球迷狂歡節（FIFA Fan Fest）所用的大熒幕

## 外部連結
- 達令港官方網站 （页面存档备份，存于） （英文）
- 60億澳元Barangaroo改造工程將大縮水 或成悉尼新地標，喂喂網 （繁體中文）
- （新州）Barangaroo开发计划”祕密定案”[永久] （简体中文）

33°52′20″S 151°11′56″E / 33.87230°S 151.19896°E